# Полинеро
Полинеро (грч. Πολύνερο) је насељено место у општини Кавала у периферији Источна Македонија и Тракија, Грчка. Према попису из 2021. године било је 15 становника.
Према бугарском географу и историчару, Василу Канчову, у Полинеру је 1900. године живело 500 Турака. Године 1924. турско становништво је принудно исељено у Турску а на њихово место су насељене грчке избегличке породице, којих је на попису из 1928. било 160. Село се раније звало Наипли.